# Guidobald von Thun
Guidobald von Thun (Castelfondo in Welschtirol, 16 de dezembro de 1616 - Regensburg, 1º de junho de 1668) foi um cardeal do século XVIII.

## Biografia
Nasceu em Castelfondo in Welschtirol em 16 de dezembro de 1616. Batizado em 19 de dezembro de 1616, na igreja de Sankt Nickolas. Filho de Johann Siegmund Graf Thun, governador de Böhmen, e Barbara, nascida Thun.
Estudou no Jesuit Collegio Germanico, em Roma.
Nomeado cônego do capítulo da catedral de Salzburgo, 1633; viajou para a França, Espanha e Inglaterra; recebeu assento e voz no capítulo da catedral, 1640; reitor, 1644. Mais tarde, tornou-se presidente do Consistorial e vigário geral.
Ordenado em 22 de janeiro de 1645.
Eleito arcebispo de Salzburgo pelo capítulo da catedral, em 3 de fevereiro de 1654. Preconizado em 4 de março de 1654. Consagrado em 24 de setembro de 1654, Salzburgo, pelo cardeal Ernest Adalbert von Harrach, arcebispo de Praga, assistido por Franz von Spaur, bispo de Chiemsee, e por Johann Markus Aldringen, bispo de Seckau. Os arcebispos de Salzburgo têm o título de Primas Germaniæ desde 1648. Comissário imperial na Dieta de Regensburg desde 1662. Eleito para a sé de Regensburg pelo capítulo da catedral, em 7 de março de 1666. Em 1666, recebeu o título de Primas Germaniae, vago desde a secularização de Magdeburg. Preconizado, mantendo a arquidiocese de Salzburgo, em 16 de março de 1667. Ele também tinha o título de legatus natus, usado pela primeira vez, e, do imperador, recebeu o título de Hochwuerdiger.
Criado cardeal sacerdote no consistório de 7 de março de 1667; nunca foi a Roma para receber o chapéu vermelho e o título. Não participou do conclave de 1667, que elegeu o Papa Clemente IX.
Morreu em Regensburg em 1º de junho de 1668, de envenenamento do sangue por um pequeno corte. Enterrado em frente ao altar de Sankt Franziskus na catedral metropolitana de Salzburgo (1). A notícia de sua morte chegou a Roma em 9 de junho de 1668.